# منصف الشرقي
منصف الشرقس (7 أغسطس 1958 بتونس في تونس - ) هو مدرب كرة قدم ولاعب كرة قدم تونسي في مركز الدفاع. شارك مع منتخب تونس لكرة القدم. أما مع النوادي، فقد لعب مع النادي الإفريقي.

## وصلات خارجية
- منصف الشرقي على موقع الاتحاد الدولي (مؤرشف)  (الإنجليزية)